# Gösta Winbergh
Gösta Winbergh  (* 30. Dezember 1943 in Stockholm; † 18. März 2002 in Wien) war ein schwedischer Opernsänger der Stimmlage Tenor. Er trat an allen bedeutenden Opernhäusern der Welt auf.

## Leben

### Herkunft und Ausbildung
In Winberghs Elternhaus gab es keine musikalische Tradition, die sich mit der Oper beschäftigte. Seine erste Opernvorstellung besuchte er im Jahr 1967. Winbergh absolvierte zunächst eine Ausbildung als Bauingenieur und sang nebenbei in einer Rockband. An der Königlichen Musikakademie Stockholm studierte er dann später von 1969 bis 1971 Gesang bei seinem Onkel Carl Martin Oehman (1887–1967) sowie bei Erik Saedén und Hjördis Schymberg. In späteren Jahren nahm er auch Unterricht bei Nicolai Gedda.

### Beginn der Karriere
1971 debütierte Winbergh als Opernsänger am Stora Theater (Stora Teatern) in Göteborg mit der Rolle des Rodolfo in La Bohème; seine Partnerin als Mimì war Helena Doese. 1973 wurde er (Antrittsrolle: Alfredo in La traviata) an die Königliche Oper Stockholm engagiert. Dort war er bis 1981 festes Ensemblemitglied; danach trat er dort weiterhin regelmäßig als Gast auf. Winbergh sang zunächst hauptsächlich das lyrische Tenorfach, insbesondere Mozart-Rollen, sowie Conte Almaviva in Der Barbier von Sevilla und Nemorino in Der Liebestrank. Außerdem sang er in dieser Zeit Rollen in Operetten, unter anderem Alfred in Die Fledermaus und Symon in Der Bettelstudent. 1977 sang er an der Stockholmer Oper den Maler in der schwedischen Erstaufführung der Oper Lulu in der von Friedrich Cerha ergänzten, dreiaktigen Fassung. 
Er gastierte in den 1970er Jahren am Königlichen Opernhaus Kopenhagen, an der San Francisco Opera (1974, als Don Ottavio in Don Giovanni, später 1981 erneut als Don Ottavio und 1983 als Ferrando), an der Hamburgischen Staatsoper (1977, als Tamino in Die Zauberflöte) und ab 1976 mehrfach bei den Festspielen in Aix-en-Provence.  
Der internationale Durchbruch gelang Winbergh an der Königlichen Oper Stockholm mit den Rollen des Ferrando in Così fan tutte (Premiere: 1972 im Schlosstheater Drottningholm) und des David in Die Meistersinger von Nürnberg (Premiere: 1. Oktober 1977) beides Regiearbeiten von Götz Friedrich.

### Karriere in den 1980er Jahren
Ab Anfang der 1980er Jahre baute Winbergh seine internationale Gastspieltätigkeit deutlich aus und trat in der Folgezeit weltweit fast ausschließlich in Hauptrollen auf. Er gastierte in der Spielzeit 1980/1981 erstmals am Opernhaus Zürich (als Sali in der Schweizer Erstaufführung der Oper Romeo und Julia auf dem Dorfe von Frederick Delius). 1981 trat er erstmals an Bayerischen Staatsoper in München auf; seine Antrittsrolle dort war Tamino. 
Seit 1982 trat er regelmäßig an der Wiener Staatsoper auf; er debütierte dort im September 1982 als Belmonte in Mozarts Singspiel Die Entführung aus dem Serail. Winbergh sang an der Wiener Staatsoper in insgesamt 90 Vorstellungen zehn verschiedene Partien.  Zu seinen Rollen in Wien gehörten neben dem Belmonte (1982–1986) auch die Mozart-Rollen Tamino (1982–1998) und Ferrando (1987–1991). Nach vollzogenem Fachwechsel zum Heldentenor trat Winbergh an der Wiener Staatsoper als Walther von Stolzing in Die Meistersinger von Nürnberg (1995–1999), als Lohengrin (1996–2000), als Florestan in Fidelio (1996–2002), als Cavaradossi in Tosca (Februar 1998) und als Tristan in Tristan und Isolde (2000–2001) auf. Seine letzte Vorstellung (als Florestan in Fidelio) sang Winbergh dort am 17. März 2002.
In der Spielzeit 1983/1984 gab er sein Debüt an der Metropolitan Opera in New York City; dort sang er als Antrittsrolle den Don Ottavio. 1995 gastierte er dort erneut, diesmal als Tamino. 1985 debütierte Winbergh als Tamino in Mozarts Oper Die Zauberflöte erfolgreich an der Mailänder Scala. 1990 gastierte er dort in der Titelrolle der Mozart-Oper Idomeneo.  
Gastspiele gab Winbergh in den 1980er Jahren weiters an der Covent Garden Opera in London (1982, Titelrolle in La clemenza di Tito; später trat er dort 1993 als Tamino auf), am Grand Théâtre de Genève (1983, als Narraboth in Salome), am Gran Teatre del Liceu (1986, als Don Ottavio), an der Lyric Opera of Chicago (1988, als Don Ottavio) und am Opernhaus von Houston (1988, als Ferrando). 

### Festspielauftritte und Konzert im Vatikan
Winbergh wurde zu allen großen Musikfestspielen eingeladen. Er war regelmäßiger Gast bei den Salzburger Festspielen. Er sang dort: Jaquino in Fidelio (1982), Ferrando (1982; 1991), Tamino (1983–1986), Don Ottavio (1987) und Idomeneo (1989). Weiters trat er dort in Oratorien, Messen und Konzerten auf, so 1987 in Haydns Oratorium Die Schöpfung und 1990 im Mozart-Requiem. Bei den Festspielen von Glyndebourne sang er 1988 die Rolle des Belmonte. 
Im Juni 1985 sang Winbergh das Tenor-Solo in Mozarts Krönungsmesse bei einem Gottesdienst im Petersdom in Rom, in Anwesenheit von Papst Johannes Paul II., der auch selbst die Messe zelebrierte.

### Fachwechsel und Heldentenor
Ende der 1980er/Anfang der 1990er Jahre vollzog Winbergh einen Fachwechsel, vom Rollenfach „Lyrischer Tenor“ zum Rollenfach „Jugendlicher Heldentenor“ und schließlich zum „Heldentenor“. Damit ging für Winbergh ein Lebenstraum in Erfüllung. Winbergh plante bei seinem Fachwechsel vorsichtig und wohlüberlegt; Stimmschäden blieben somit aus. Winbergh versuchte, auch Rollen des Wagner-Fachs, „italienisch zu singen“; seine Wagner-Rollen legte er stets auf den Grundlage des Belcanto an.
Winberghs Fachwechsel begann 1991 am Opernhaus Bonn als Hans in der Oper Die verkaufte Braut. Er sang nunmehr schwerpunktmäßig Rollen des Wagner-Fachs wie Lohengrin (1990 am Opernhaus Zürich; 1993 am Gran Teatre del Liceu; 1996 und 2000 an der Wiener Staatsoper; 1997 an der Covent Garden Opera London; 1998 an der Deutschen Oper Berlin; 1999 am Mariinski-Theater in St. Petersburg; 2001 an der Los Angeles Opera), als Walther von Stolzing (1993 und 1998 an der Deutschen Oper Berlin; 1999 an der Lyric Opera Chicago), die Titelrolle in Parsifal (1995 an der Königlichen Oper Stockholm; 1998 an der Deutschen Oper Berlin), Erik in Der fliegende Holländer (1997 an der San Francisco Opera), Siegmund in Die Walküre (2001 am Opernhaus Zürich) und Tristan (2000/2001 an der Wiener Staatsoper; Dirigent: Semjon Bytschkow). 
Weitere Heldentenor-Rollen Winberghs waren Hüon in Oberon (1998 am Opernhaus Zürich), Cavaradossi (1994 an der Staatsoper Berlin; 1998 an der Wiener Staatsoper) und Don José in Carmen (1999 an der Königlichen Oper Stockholm). Mit der Partie des Idomeneo (unter anderem 1998 an der Bayerischen Staatsoper und 1999 an der San Francisco Opera) hatte er, parallel zu seinen Heldentenor-Rollen, immer noch eine Mozart-Rolle in seinem Repertoire.

### Ehrungen und Tod
1988 wurde Winbergh zum schwedischen Hofsänger ernannt. Für Juni 2002 war seine Ernennung zum Österreichischen Kammersänger vorgesehen gewesen.
Winbergh starb am 18. März 2002, vermutlich an Herzversagen. Er wurde gemäß Angaben der österreichischen Tageszeitung Die Presse zwei Tage nach seinem Tod in seinem Wiener Apartment tot aufgefunden. Einen Tag vor seinem Tod, am 17. März 2002, war er zuletzt an der Wiener Staatsoper aufgetreten.
Winbergh war verheiratet. Er hinterließ eine Frau und zwei Kinder, einen Sohn und eine Tochter. 

## Aufnahmen (Auswahl)
- Ludwig van Beethoven: Sinfonie Nr. 9 d-moll op. 125, Wiener Philharmoniker, Dirigent: Claudio Abbado, 1986
- Gaetano Donizetti: Don Pasquale (Ernesto), Philharmonia Orchestra, Dirigent: Riccardo Muti, 1983
- Wolfgang Amadeus Mozart: Don Giovanni (Don Ottavio), Wiener Philharmoniker, Dirigent: Herbert von Karajan, 1987 (auch DVD)
- Richard Wagner: Die Meistersinger von Nürnberg (Walther von Stolzing), Orchestra of the Royal Opera House Covent Garden, Dirigent: Bernard Haitink, 1997